# Люблино (Московская область)
Люблино — деревня в городском округе Озёры Московской области России.
До 2015 года относилась к сельскому поселению Клишинское, до муниципальной реформы 2006 года — деревня Редькинского сельского округа. Население — 2 чел. (2015).

## Население
| 1859 | 2002 | 2006 | 2010 | 2015 |
| ---- | ---- | ---- | ---- | ---- |
| 30   | ↘0   | →0   | →0   | ↗2   |

## География
Расположена в южной части района, на правом берегу реки Оки, примерно в 4 км к юго-западу от центра города Озёры. В деревне одна улица — Лесная. Ближайшие населённые пункты — деревни Емельяновка, Смедово и село Редькино.

## Исторические сведения
В прошлом это славянский город Люблин домонгольского времени, постепенно превратившийся в село, деревню, погост. В «Списке населённых мест» 1862 года Люблин — погост 2-го стана Каширского уезда Тульской губернии по левую сторону Зарайской большой дороги (с севера на юг), в 23 верстах от уездного города, при реке Оке, с 7 дворами, православной церковью и 30 жителями (18 мужчин, 12 женщин).
Постановлением президиума Каширского уездного исполнительного комитета 4 апреля 1923 года Каширский уезд включён в состав Московской губернии.